# Conopea galeata
Conopea galeata är en kräftdjursart som först beskrevs av Carl von Linné 1771.  Conopea galeata ingår i släktet Conopea och familjen Archaeobalanidae. Inga underarter finns listade i Catalogue of Life.